# ル・パン＝アン＝モージュ
ル・パン＝アン＝モージュ （Le Pin-en-Mauges）は、フランス、ペイ・ド・ラ・ロワール地域圏、メーヌ＝エ＝ロワール県のかつて存在したコミューン。現在はボープレオ＝アン＝モージュの一部である。

## 地理
フランス西部にある、モージュ地方の農村型コミューンである。シャロンヌ・シュル・ロワールとボープレオの間を通る県道762号線の途中にある。モージュ地方はアルモリカ山塊の南東の端にあたり、北はロワール川、東はレイヨン川と境界を接している。

## 歴史
フランス革命後のヴァンデ戦争の中心であった、ル・パン＝アン＝モージュでは、1759年1月5日、のちにカトリック王党軍の将軍となるジャック・カトリノーが生まれている。1793年3月12日、共和国政府と対決するためカトリノーは村の健康な男性たち全員を集め指揮を執った。27人の若者たちが彼に従い、手にできる道具ですばやく武装し、彼らはジャレの村に向かって進んでいった。

## 由来
pinとはラテン語のpinusに由来する。1614年にはPinusの名で知られていた。
1146年にはEcclesia Sancte Marie de Pinu、1326年にはPignus、1466年にはPin-en-Mauge、1651年にはEcclesia sancti Padvini du Pin in Maugia、1793年にはLe Pin、1801年以降Le Pin-en-Maugesとなった。

## 人口統計
| 1962年 | 1968年 | 1975年 | 1982年 | 1990年 | 1999年 | 2006年 | 2012年 |
| ------ | ------ | ------ | ------ | ------ | ------ | ------ | ------ |
| 765    | 852    | 964    | 1093   | 1134   | 1218   | 1246   | 1356   |

source=1999年までLdh/EHESS/Cassini、2004年以降INSEE

## 史跡
- サン・パヴァン教会のステンドグラス

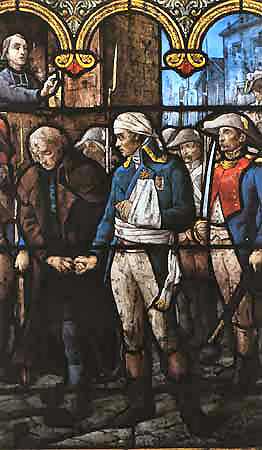
シャレット
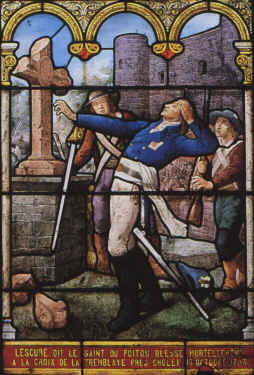
レスキュール
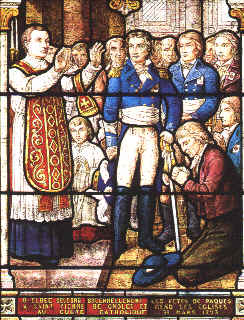
モーリス・ジゴ・デルベ